# 딕실랜드

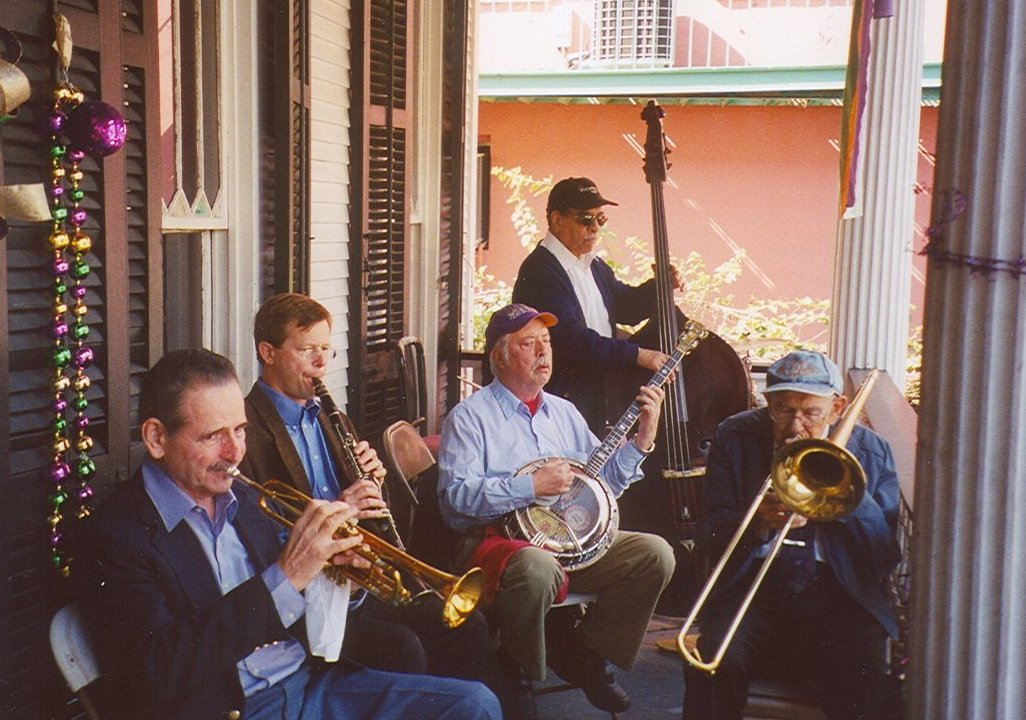
전통주의 재즈 밴드가 2005년 뉴올리언스의 한 파티에서 연주한다. 여기에 트럼펫을 연주하는 크리스 클리프턴, 클라리넷을 연주하는 브라이언 오코넬, 밴조를 연주하는 레스 머스컷, 현악 베이스를 연주하는 척 바디, 그리고 트럼본을 연주하는 톰 에버트가 있다.

딕실랜드(영어: Dixieland)는 재즈의 장르 중 하나이다. 핫 재즈(영어: Hot jazz) 또는 트래디셔널 재즈(영어: Traditional jazz)라고도 한다. 20세기 초 뉴올리언스에서 발달한 재즈 스타일로, 뉴올리언스의 밴드가 1910년대에 시카고와 뉴욕으로 이동하여 발달했다. 딕실랜드는 재즈로도 유행하고 있지만 과거 미국의 인기 만화 프로그램인 《톰과 제리 시리즈》에서도 소개된 적이 있었던 것으로 알려져 왔다.